# Infanticidio in condizioni di abbandono materiale e morale
L'infanticidio in condizioni di abbandono materiale e morale è un'ipotesi speciale attenuata di omicidio volontario, punita con la reclusione da 4 a 12 anni (rispetto ai 21 che costituiscono la pena minima per l'omicidio).
Storicamente, l'ordinamento italiano ha conosciuto l'infanticidio per causa d'onore, venuto meno nel Codice Rocco per intervento della legge 442 del 5 agosto 1981.
In seguito all'abrogazione, l'art. 578 c.p. è stato riformulato come segue.
A coloro che concorrono nel fatto di cui al primo comma si applica la reclusione non inferiore ad anni ventuno. Tuttavia, se essi hanno agito al solo scopo di favorire la madre, la pena può essere diminuita da un terzo a due terzi.
Non si applicano le aggravanti stabilite dall'art. 61 del codice penale.»
Ne risulta una diversa fattispecie di reato proprio (che può essere cioè commesso solo da soggetti determinati, in questo caso la sola madre). La norma tiene conto delle particolari circostanze del parto, suscettibili di determinare un grave turbamento emotivo nella puerpera.
Ciò spiega sia il minor rigore della legge nei confronti della donna, sia perché tale minor rigore non si applichi invece ai concorrenti nel reato. Essi non condividono le condizioni che giustificano l'attenuazione di pena. Oltre il limite temporale breve segnato dallo stato di alterazione emotiva, anche la donna incorre però nel più grave reato di omicidio doloso.
In linea teorica, si può distinguere l'ipotesi di infanticidio vero e proprio dal feticidio, a seconda che il fatto sia commesso rispettivamente dopo o durante il parto. Il secondo caso è però molto più infrequente nella pratica.